# Fiodor Dmitrijew
Fiodor Aleksandrowicz Dmitrijew (ros. Фёдор Александрович Дмитриев; ur. 19 listopada 1984 w Leningradzie) – rosyjski koszykarz, występujący na pozycjach skrzydłowego.
2 lipca 2015 został zawodnikiem Anwilu Włocławek.

## Osiągnięcia
Stan na 7 sierpnia 2017, na podstawie, o ile nie zaznaczono inaczej.
Drużynowe
- Mistrz Polski (2012)
- Wicemistrz:
  - Rosji (2010)
  - II ligi greckiej (2014)
- Brązowy medalista:
  - mistrzostw Rosji (2013)
  - EuroChallenge (2009)
- Zdobywca Pucharu Rosji (2004)
- Finalista:
  - pucharu: 
    - Polski (2017)[4]
    - Rosji (2013)

  - Superpucharu Polski (2011)

Indywidualne
- Uczestnik meczu gwiazd ligi:
  - litewskiej (2015)
  - rosyjskiej (2007)

Reprezentacja
- Uczestnik:
  - mistrzostw Europy:
    - 2009 – 7. miejsce
    - U–18 (2002 – 10. miejsce)

  - kwalifikacji do mistrzostw Europy U–20 (2004)